# Monkey Me
Monkey Me è il nono album in studio della cantautrice francese Mylène Farmer, pubblicato il 3 dicembre 2012 dalla Polydor Records.

## Produzione
L'album rappresenta un vero ritorno alle origini per la cantante che torna a produrre quest'opus insieme al suo pigmalione di sempre Laurent Boutonnat. A differenza di Bleu noir (2010), album in cui Mylène fu prodotta da artisti come Moby, RedOne e Archive, Monkey Me viene interamente prodotto da Boutonnat per le musiche mentre i testi sono sempre affidati alla Farmer. Le tracce presentano una base di pop, a volte affiancata dall'utilizzo di chitarre elettriche o di sintetizzatori. La tonalità dell'album ricorda molto le musiche composte da Boutonnat per la cantante Alizée.

## Promozione
Il primo singolo estratto dall'album è À l'Ombre, traccia elettro-pop in stile Boutonnat caratterizzata dal crescendo del ritornello e in particolare dalla insolita voce grave di Mylène. Poco prima dell'uscita dell'album viene pubblicata in anteprima la ballad Quand, accompagnata da una originale video-lyrics realizzata dal regista François Hanss.
Il secondo singolo estratto dall'album è la traccia Je te dis tout, ballad presentata in anteprima agli NRJ Music Awards 2013.
A differenza del precedente album, Monkey Me godrà di una promozione anche dal punto di vista live: infatti a partire dal 7 settembre 2013 Mylène Farmer inizierà una tournée chiamata Timeless 2013 con 10 date a Bercy ed in seguito numerose date in tutta la Francia, Svizzera, Belgio, Russia e Bielorussia.

## Tracce
Testi di Mylène Farmer, musiche di Laurent Boutonnat; edizioni musicali Polydor .
1. Elle a dit – 3:52 (testo: Mylène Farmer – musica: Laurent Boutonnat)
2. À l'Ombre – 4:48 (testo: Mylène Farmer – musica: Laurent Boutonnat)
3. Monkey me – 4:13 (testo: Mylène Farmer – musica: Laurent Boutonnat)
4. Tu ne le dis pas – 4:22 (testo: Mylène Farmer – musica: Laurent Boutonnat)
5. Love dance – 4:06 (testo: Mylène Farmer – musica: Laurent Boutonnat)
6. Quand – 4:07 (testo: Mylène Farmer – musica: Laurent Boutonnat)
7. J'ai essayé de vivre... – 4:40 (testo: Mylène Farmer – musica: Laurent Boutonnat)
8. Ici-bas – 4:33 (testo: Mylène Farmer – musica: Laurent Boutonnat)
9. A-t-on jamais – 3:47 (testo: Mylène Farmer – musica: Laurent Boutonnat)
10. Nuit d'hiver – 5:24 (Laurent Boutonnat)
11. À force de... – 4:08 (testo: Mylène Farmer – musica: Laurent Boutonnat)
12. Je te dis tout – 5:30 (testo: Mylène Farmer – musica: Laurent Boutonnat)

## Certificazioni e vendite
Come il precedente album, anche Monkey Me viene certificato disco di Diamante dopo solo un mese dalla sua pubblicazione . In Belgio viene certificato disco di platino . Ad oggi (gennaio 2013) l'album ha già venduto più di 300 000 copie .

## Classifiche
| Classifica        | Posizione massima |
| ----------------- | ----------------- |
| Belgio            | 29                |
| Belgio (Vallonia) | 1                 |
| Francia           | 1                 |
| Svizzera romanda  | 1                 |
| Svizzera          | 3                 |

## Formati
- CD Stuffed Monkey / Polydor 372 280-6 (UMG) / EAN 0602537228065[8]
- Édition Collector limitée et numerotée Stuffed Monkey / Polydor 372 281-0 (UMG) / EAN 0602537228102[8]
- Édition limitée Digipack Stuffed Monkey / Polydor 372 280-5 (UMG) / EAN 0602537228058[8]